# Алимов, Дмитрий Антонович
Дми́трий Анто́нович Али́мов (7 ноября 1923, СССР — неизвестно) — советский футболист, нападающий, тренер.

## Карьера
C 1946 по 1948 год выступал за челябинский клуб «Дзержинец». Сезоны 1946 и 1947 команда провела во второй группе, а в 1948 начала выступления в первой группе. Однако позже «Дзержинец» и ещё 15 команд были исключены из турнира. Команда завершила сезон во второй группе. В 1949 году перешёл в киевское «Динамо», но в июне покинул клуб и ушёл в харьковский «Локомотив». По окончании карьеры игрока работал тренером.